# Hu Jia (plongeon)
Hu Jia, né le 10 janvier 1983 à Wuhan, est un plongeur chinois.

## Palmarès

### Jeux olympiques
- Sydney 2000
  -  Médaille d'argent en plateforme 10 mètres.
- Sydney 2000
  -  Médaille d'argent en plateforme 10 mètres synchronisé.
- Athènes 2004
  -  Médaille d'or en plateforme 10 mètres[1].

### Championnats du monde
- Championnats du monde de natation 2001
  -  Médaille d'or en plateforme 10 mètres synchronisé.
- Championnats du monde de natation 2003
  -  Médaille de bronze en plateforme 10 mètres synchronisé.
- Championnats du monde de natation 2005
  -  Médaille d'or en plateforme 10 mètres
  -  Médaille d'argent en plateforme 10 mètres synchronisé.